# Matthias Schönherr
Matthias Schönherr (*  23. Februar 1957 in Karl-Marx-Stadt) ist ein deutscher Industriedesigner und seit 2001 Professor für Darstellungstechnik an der Bergischen Universität Wuppertal.

## Werdegang
Schönherr besuchte von 1963 bis 1973 die Polytechnische Oberschule Chemnitz und schloss diese mit der Mittleren Reife ab. Von 1973 bis 1975 absolvierte er eine Lehre zum Werkzeugmaschineneinrichter. Dann absolvierte er seinen Grundwehrdienst bei der NVA. Zwischen 1977 und 1978 besuchte er die Ingenieurhochschule Zwickau um die Hochschulreife zu erwerben. Er studierte von 1979 bis 1984 an der Hochschule für industrielle Formgestaltung Halle, Burg Giebichenstein. Von 1987 bis 1989 arbeitete Schönherr als freiberuflicher Designer in Halle an der Saale. Im Mai 1989 siedelte er in die Bundesrepublik Deutschland über und begann im gleichen Jahr noch als Designer bei der Firma Arno Design GmbH in Wolfschlugen. Diesen Job hatte er bis 1993 inne. Ab 1994 war er Assistent am Studiengang Produktdesign der Staatlichen Akademie der Bildenden Künste Stuttgart. Zwischen 1998 und 2000 studierte er Marketing. 2000 und 2001 war er als Interieur Designer in der Styling Abteilung der "Dr. Ing. h.c. F. Porsche AG" in Weissach angestellt.